# 丽春花碱
丽春花碱（英語： 或 ）是一种生物鹼，化学式C
21H
21NO
6，存在于丽春花（Papaver rhoeas）等植物的花中。